# Empresas Penta
Empresas Penta, también denominado Grupo Penta, es un holding empresarial chileno, con inversiones en las áreas de seguros, financiera, inmobiliaria, agrícola y otras. Hasta 2012 el grupo llegó a manejar activos por un monto aproximado de 30 000 millones de dólares, incluyendo activos financieros de terceros.

## Historia

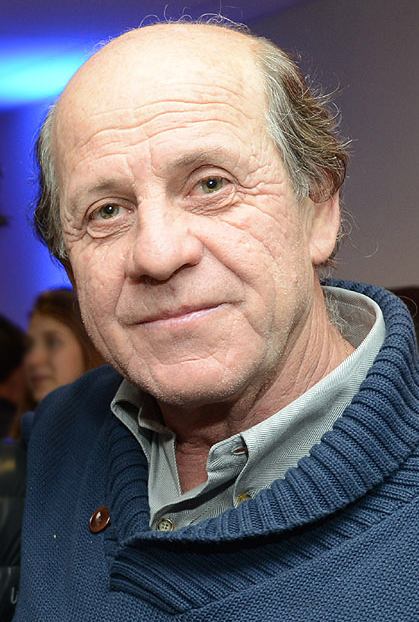
Carlos Alberto Délano, uno de los socios fundadores del holding.

Penta comienza sus operaciones a mediados de los años 1980 por iniciativa de los exejecutivos de empresas del grupo Cruzat-Larraín, Carlos Alberto Délano y Carlos Eugenio Lavín. Adquirieron el 5 % del Consorcio Nacional de Seguros (CNS), donde asumieron como director y presidente, respectivamente. En 1986 la Compañía de Seguros de Vida Consorcio Nacional de Seguros S.A. se vendió al banco norteamericano Bankers Trust, mientras tanto Délano y Lavín adquirieron la Compañía de Seguros Generales Consorcio Nacional de Seguros, que Bankers Trust había separado de los seguros de vida, con lo cual se constituyeron como Penta S.A.
En 1988 adquirieron un porcentaje de las acciones de la AFP Cuprum, fundada en 1981, junto con el inicio del sistema previsional en Chile, vinculándose en un principio al mercado de la gran minería del cobre. En 1992 tomaron el control de Cuprum. Paralelamente, en 1989 compraron al Estado de Chile el 74 % de Instituto de Seguros del Estado (ISE), que en 1996 pasó a llamarse ISE-Las Américas Compañía de Seguros de Vida S.A.
En 1991, Penta adquirió el 50 % del capital accionario de Isapre Vida Tres S.A., ingresando así al sector salud. Este mercado se vio fortalecido con su participación en el Laboratorio Bio Nuclear en 1993 y la creación de Help en 1996, una empresa dedicada al rescate médico de emergencia. Además, adquirieron la Clínica Olivos en Buenos Aires y en 1997 comenzaron a desarrollar planes de salud administrada, formando VidaIntegra en 1998.
En 1992, el grupo había adquirido un porcentaje del Banco de Chile, por lo que Délano y Lavín llegaron a ser directores de dicha entidad, en 1993 y 1996. Ese mismo año, se conformó el Holding Empresas Penta S.A. En 1999 Penta se constituyó como el accionista principal del Banco de Chile, con el 16 % de su propiedad, asumiendo Lavín como vicepresidente.
En 2000, Empresas Penta S.A., a través de la fusión por incorporación de Inversiones Las Américas S.A. e Inversiones Clínicas S.A., ingresó a la propiedad de Banmédica S.A. en un 26,7 %. Ese año también se vendió el 35 % del Banco de Chile al Grupo Luksic, por unos 400 millones de dólares.
En 2012 se vendió Cuprum al grupo estadounidense Principal Financial Group por USD 1000 millones.

### Pentagate[6]
En agosto de 2014, el Servicio de Impuestos Internos (SII) denunció a siete personas ligadas a las Empresas Penta —entre ellos sus principales socios Carlos Alberto Délano y Carlos Eugenio Lavín— por evasión tributaria ante el Ministerio Público. Según la acusación inicial, personas ligadas al grupo habrían eludido entre $260 a $660 millones de pesos.
El llamado «caso Penta», o «Pentagate», tomó ribetes políticos en octubre de ese año, cuando un exejecutivo del Grupo Penta, Hugo Bravo, declaró que el grupo había hecho donaciones irregulares a políticos del partido Unión Demócrata Independiente (UDI) para financiar sus campañas electorales. Entre los beneficiados por Penta estarían los UDI Jovino Novoa, Ena von Baer, Pablo Zalaquett e Iván Moreira, y los independientes Laurence Golborne —que fue precandidato presidencial de la UDI— y Andrés Velasco.
Los controladores de Penta negaron las denuncias de Bravo, sin embargo, el caso provocó la renuncia de Carlos Délano al directorio de la Fundación Teletón en septiembre de 2014, y de ambos propietarios del holding —Délano y Lavín— a los directorios de cuatro empresas del grupo Penta —Penta Vida, Penta Security, Banmédica y Banco Penta— y al consejo directivo de la Universidad del Desarrollo en diciembre del mismo año.
En enero de 2015, el Servicio de Impuestos Internos (SII) presentó una denuncia formal contra Carlos Alberto Délano y Carlos Eugenio Lavín, junto con otras doce personas, incluyendo a cinco hijos y a la esposa de Délano. La acusación se centró en la emisión de facturas ideológicamente falsas. Este caso legal se extendió durante varios años y concluyó en 2018.

## Inversiones
Los negocios del grupo se estructuran del siguiente modo:

### Seguros
El conglomerado participa en el área de seguros a través de Penta Vida: 
- Penta Vidaː enfocada a rentas vitalicias, seguros de vida; fallecimiento, invalidez y enfermedades de alto costo.

Anteriormente también fue controlador de Penta Security,  aseguradora de riesgos de seguros generales, los cuales pueden ser agrupados en Incendio y Terremoto, Vehículos, Cascos, Transporte, Seguro Obligatorio de Accidentes Personales, entre otros. Este negocio fue vendido a la multinacional Liberty de Estados Unidos.

### Financiera
En la actualidad, el grupo participa en tres empresas en el área financiera:
- Penta Financieroː Dedicada al financiamiento de pymes mediante el factoring.
- Gama Leasingː Dedicada al Leasing Financiero y Operativo.
- AFI Penta Las Americasː Administradora de fondos de inversiones alternativas (infraestructura) e inmobiliarias.

En su historia reciente el grupo fue también controlador de Banco Penta, especialista en banca corporativa e inversionistas de alto patrimonio. Los activos del banco fueron vendidos a Banco de Chile y Banco Security en 2017.

### Inmobiliaria
En este rubro Penta Inmobiliaria ha desarrollado numerosos proyectos, cuyos montos a lo largo de su historia en el rubro suman más de 1000 millones de dólares. El área inmobiliaria está conformada por las divisiones de Casas, Departamentos, Proyectos en los Estados Unidos y Hoteles.

### Agrícola[18]y otras inversiones
Otros negocios del grupo son Agrícola Mercedario, Chile Post y Arrimaq.
En el pasado Penta tuvo además participaciones relevantes en otros sectores, en particular salud y ahorro previsional. En salud fue controlador del Holding Banmédica en conjunto con el grupo Fernández León. Banmédica está presente en Chile, Perú y Colombia donde es dueña de clínicas, aseguradoras de salud y otras compañías ligadas al mismo rubro. Esta compañía fue vendido a la norteamericana United Health Group en 2017. En el área de ahorro previsional, Penta fue controlador de AFP Cuprum, administrando activos por más de 20.000 millones de dólares. Cuprum fue vendida a Principal Financial Group en 2012.
En educación, Carlos Alberto Délano y Carlos Eugenio Lavín contribuyeron a la creación de la Universidad del Desarrollo desde 1990. Ambos formaron parte —hasta 2014— del Consejo Directivo de la Universidad y también del Consejo Asesor Empresarial de los programas MBA.